# Leonor de Borbón y Ortiz
Pour les articles homonymes, voir Léonor.
Titre
Princesse héritière d'Espagne
Depuis le 19 juin 2014
(11 ans et 29 jours)
Signature
Leonor de Borbón y Ortiz, princesse des Asturies, née le 31 octobre 2005 à Madrid, est un membre de la famille royale espagnole. Fille aînée de Felipe VI, roi d'Espagne, et de son épouse la reine Letizia, ainsi que petite-fille du roi Juan Carlos Ier et de la reine Sophie, elle est l'héritière du trône d'Espagne depuis le 19 juin 2014.

## Biographie

### Naissance
L'infante Leonor naît le 31 octobre 2005 à 1 h 46, à Madrid, en Espagne. Elle pèse 3,540 kg et mesure 47 cm.
La famille royale annonce la naissance de Leonor à la presse par SMS. Pour fêter cette naissance, les compagnies d'aviation Air Berlin et Niki offrent un voyage gratuit à toutes les Espagnoles se prénommant Leonor. Le numéro de document national d'identité de la princesse est le 16.

### Choix du prénom
La princesse porte le prénom Leonor, forme espagnole d'Aliénor (ou d'Éléonore), traditionnel à l'époque des royaumes de Castille et d'Aragon. Ce prénom est entré dans la famille royale de Castille avec Aliénor d'Angleterre (1161-1214), fille d'Aliénor d'Aquitaine et de Henri II Plantagenêt (comte d'Anjou et roi d'Angleterre), reine de Castille par son mariage avec Alphonse VIII. Cinq reines d'Aragon ont porté le nom d'Aliénor, ainsi que trois reines de Castille, deux reines de Navarre et quatre reines de Portugal, tout comme Éléonore de Habsbourg, sœur de l'empereur et roi Charles Quint qui épousa en secondes noces le roi François Ier de France. Dans le cadre de la discussion sur les règles de succession au trône, l'infante a donc été dotée d'un prénom traditionnel dans la lignée royale ; il s'agit cependant d'un prénom moins chargé symboliquement que celui d'Isabelle (en référence à Isabelle la Catholique ainsi qu'à Isabelle II, seules femmes — avec Jeanne la Folle — à avoir jusqu'ici hérité du trône d'Espagne).

### Baptême
Le 7 janvier 2006, Leonor est baptisée au palais de la Zarzuela, lors d'une cérémonie publique à laquelle assistent de nombreux officiels espagnols. L'office religieux est dirigé par l'archevêque de Madrid, Antonio Rouco Varela, et la princesse est aspergée avec de l'eau du Jourdain, puisée par les frères franciscains de Jérusalem. Ses parrain et marraine sont ses grands-parents paternels, le roi Juan Carlos et la reine Sophie d'Espagne.

### Question dynastique

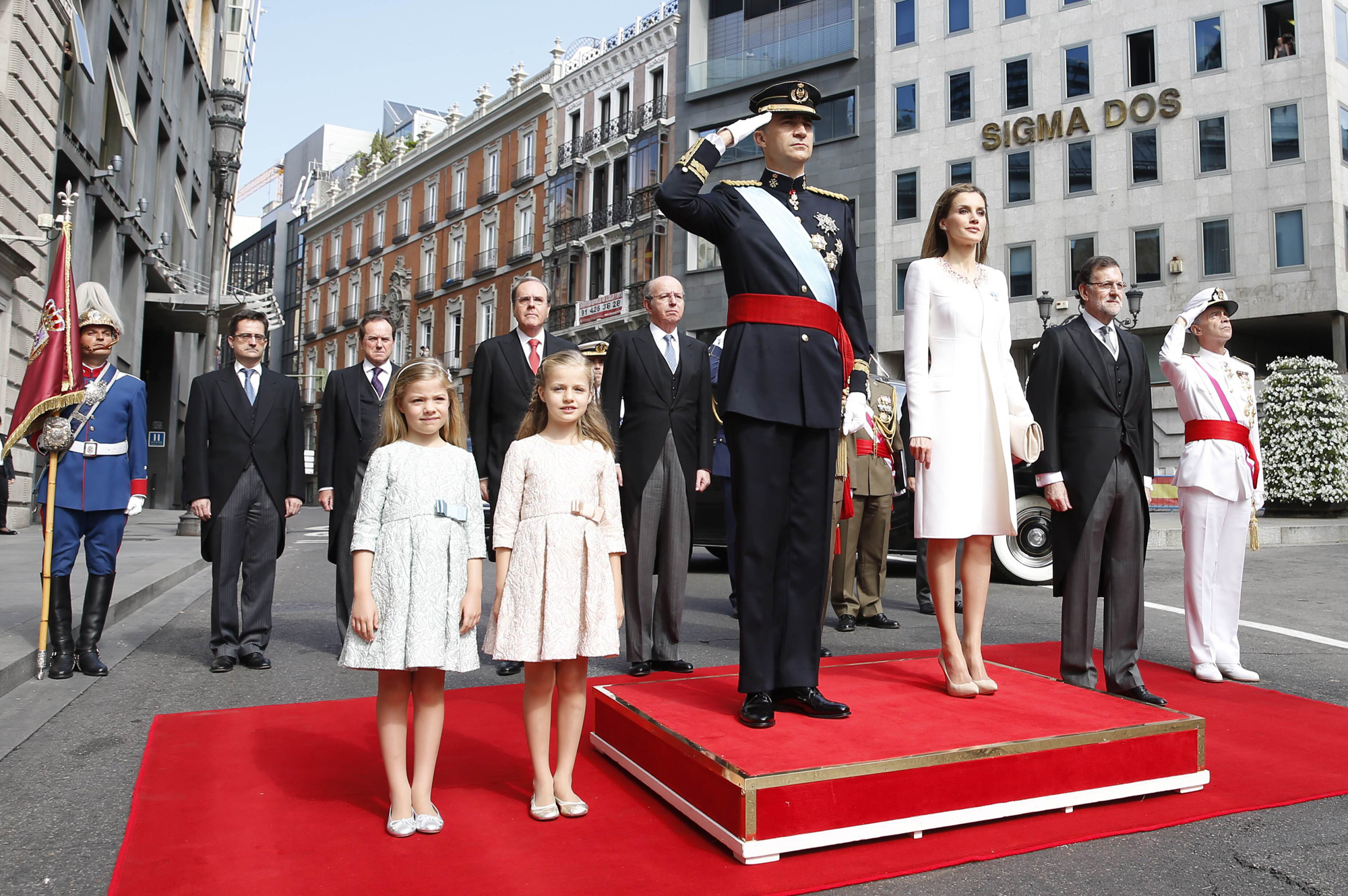
La princesse Leonor avec sa famille à l'occasion de la proclamation de son père comme roi d'Espagne en 2014.

Depuis l'abdication de son grand-père Juan Carlos Ier et l'avènement de son père Felipe VI le 19 juin 2014, la princesse Leonor vient à la première place dans l'ordre de succession au trône d'Espagne, avant sa sœur cadette, l'infante Sofía, et sa tante, l'infante Elena, duchesse de Lugo, qui occupe maintenant la troisième place.
Sa naissance pose la question d'une éventuelle modification des règles de succession au trône à laquelle sept pays d'Europe (Suède, Norvège, Danemark, Pays-Bas, Belgique, Luxembourg et Royaume-Uni), ainsi que les quinze monarchies dont la reine Élisabeth II était également la souveraine, ont déjà répondu en privilégiant l'enfant premier né (primogéniture), quel que soit son sexe, abolissant ainsi la primogéniture masculine. Toutefois, une telle modification nécessite, selon l'article 168, l'accord des deux tiers du Congrès des députés puis du Sénat, après quoi les deux chambres doivent être dissoutes, de nouvelles élections convoquées et un nouveau vote organisé sur le même projet qui doit être adopté par les nouvelles assemblées également à la majorité des deux tiers. Seul le roi pouvant dissoudre le Parlement, sur la demande du président du gouvernement, celui-ci prendrait alors le risque de perdre sa majorité au Congrès. Enfin, cette proposition doit obligatoirement être soumise à un référendum.
Selon l'actuelle Constitution espagnole, la princesse Leonor ne pourra régner que si elle n'a pas de frère vivant au décès de son père. Cependant, la naissance d'un hériter mâle est peu probable, en raison de l'âge des parents de la princesse.
Si elle choisit de garder son prénom comme nom dynastique, elle règnera sous le nom de Leonor Ire. En effet, parmi les autres reines prénommées Leonor (en français : Éléonore), aucune n'a été souveraine de Castille et seule Éléonore Ire a régné sur le royaume de Navarre (1479).

### Éducation
Leonor de Borbón y Ortiz poursuit sa scolarité au collège Santa María de los Rosales, à Madrid,. En septembre 2021, elle intègre l'Atlantic College, au pays de Galles, où elle a réussi les examens de présélection et sélection des élèves étrangers,. Elle y obtient son baccalauréat international deux ans plus tard,.
Outre l'espagnol, la princesse Leonor parle anglais et arabe ; elle reçoit une formation dans les trois langues régionales co-officielles (le basque, le catalan et le galicien). Durant sa scolarité, elle apprend également le français, l'allemand et le chinois.

### Formation militaire

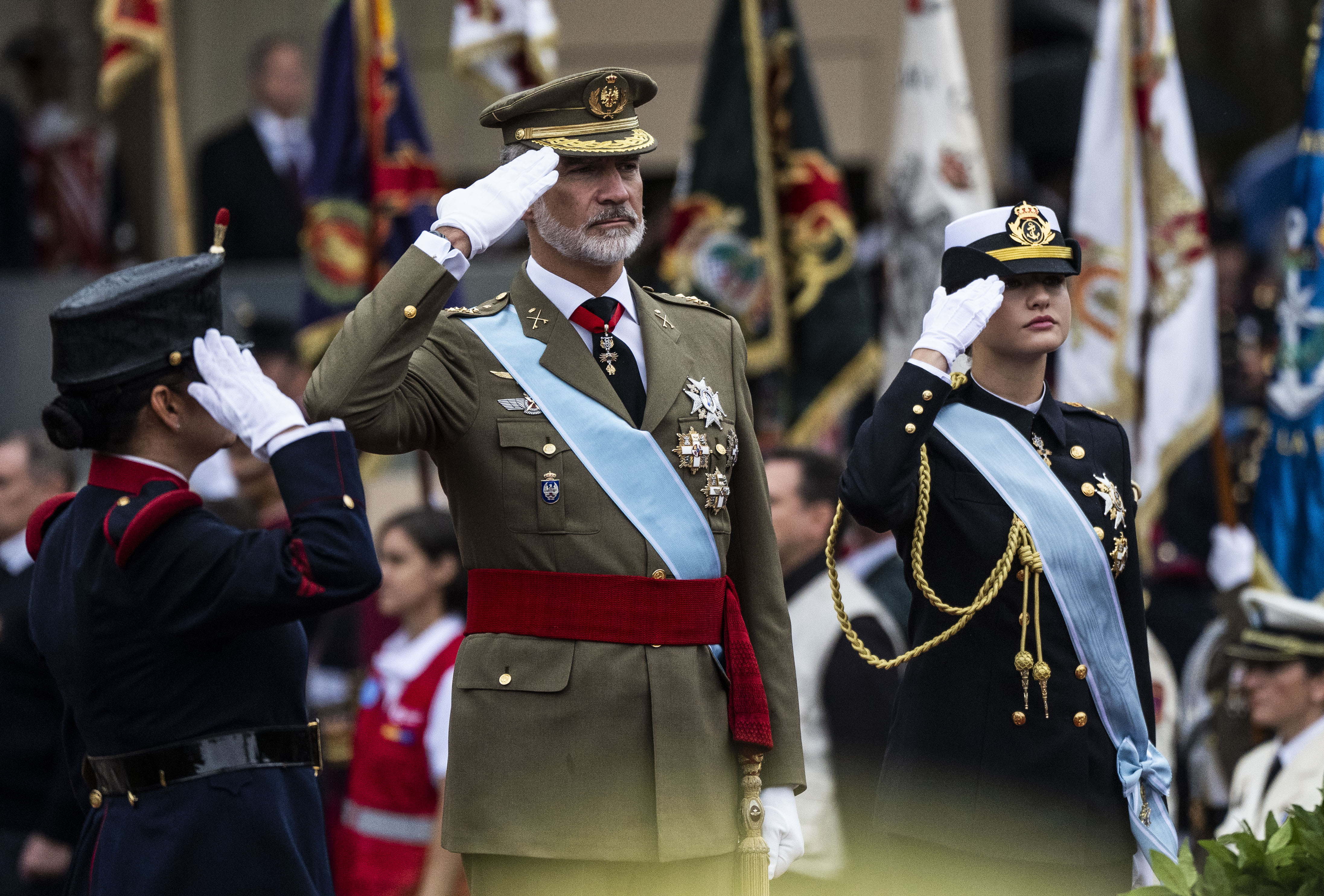
Le roi et la princesse Leonor durant la fête nationale espagnole en 2024.

La princesse Leonor suit, à partir d'août 2023, une formation de trois ans dans les trois académies militaires espagnoles : l'Académie générale militaire, l'École navale militaire et l'Académie générale de l'air (es),,.
En raison de sa formation à l'Académie générale militaire, elle accède au grade étudiant de « dame cadette » (Dama Cadete) de première année en septembre 2023,. Le 3 juillet 2024, après un an passé au sein de l’Académie militaire de Saragosse, la princesse Leonor d'Espagne termine officiellement son cursus dans l’Armée de terre espagnole et reçoit des mains de son père le grade d’enseigne et la grand-croix de l’ordre du Mérite militaire.
Le 23 juillet 2024, la princesse Leonor est nommée au grade de garde-marine de première année. Le 29 août suivant, elle rejoint l'École navale militaire de Marín. Le 8 janvier 2025, elle embarque sur le navire-école Juan Sebastián de Elcano et entame trois jours plus tard un voyage de six mois au large des côtes américaines pour se former au métier de marin.

### Activités officielles
La princesse Leonor accompagne régulièrement ses parents lors de leurs visites royales. Sa première visite dans la principauté des Asturies a lieu le 8 septembre 2018, à l'occasion de la Journée des Asturies (es). Elle assiste notamment avec le roi et la reine à une messe solennelle en la basilique de Covadonga, où elle signe le livre des visiteurs, montrant ainsi qu'elle est gauchère,,. Quelques semaines plus tard, le 31 octobre 2018, jour de son treizième anniversaire, elle effectue sa première intervention publique, pour célébrer les 40 ans de la Constitution espagnole. À cette occasion, elle en lit l'article 1 au côté de son père.
Elle prononce son premier discours le 18 octobre 2019, au théâtre Campoamor d'Oviedo, dans le cadre de la remise du prix Princesse des Asturies.
En 2020, durant le confinement mis en place en Espagne dans le cadre de la pandémie de Covid-19, elle adresse avec sa sœur un message vidéo aux jeunes du pays, dans lequel elle rend également hommage à l'action du personnel soignant.
À l'âge de 15 ans, la princesse Leonor assume son premier engagement en solitaire pour le 30e anniversaire de l'Institut Cervantes.
Le 31 octobre 2023, à l'occasion de son 18e anniversaire, elle prête serment de fidélité à la Constitution de 1978 devant les deux chambres des Cortes Generales, en présence de ses parents et sa sœur, une étape nécessaire pour pouvoir accéder au trône à l'avenir.
La princesse effectue son premier voyage officiel à l'étranger le 12 juillet 2024, se rendant au Portugal, à l'invitation du président Marcelo Rebelo de Sousa,,.

## Titres et armoiries

### Titulature
- 31 octobre 2005 - 18 juin 2014 : Son Altesse Royale Leonor de Borbón y Ortiz, infante d'Espagne.
- Depuis le 19 juin 2014 :  Son Altesse Royale la princesse des Asturies.

En tant qu'enfant de l'héritier de la Couronne d'Espagne, Leonor reçoit à sa naissance la dignité d'infante d'Espagne avec prédicat d'altesse royale, conformément à l'article 3 du décret royal du 6 novembre 1987.

Étendard de la princesse des Asturies.

Au moment de l'accession au trône de son père le 19 juin 2014, Leonor, alors âgée de 8 ans, devient la plus jeune princesse héritière d'Europe, jusqu'à la naissance du prince Jacques de Monaco, le 10 décembre 2014,. Elle prend alors automatiquement les titres traditionnels de l'héritier de la couronne d'Espagne : 
- princesse des Asturies, en qualité d'héritière de la Couronne de Castille (origine : 1388) ;
- princesse de Gérone, duchesse de Montblanc, comtesse de Cerbère et dame de Balaguer, en qualité d'héritière de la Couronne d'Aragon (origines respectives : 1351, 1387, 1353 et 1418) ;
- princesse de Viane, en qualité d'héritière du royaume de Navarre (origine : 1424).

### Armoiries
Le décret royal 979/2015 du 30 octobre 2015 définit les armoiries de la princesse des Asturies :
| Blason | Blasonnement : Écartelé : au I, de gueules au château d’or couvert et ajouré d’azur (Castille) ; au II, d’argent au lion de pourpre armé, lampassé de gueules et couronné d’or (Léon) ; au III, d’or aux quatre pals de gueules (Aragon) ; au IV, de gueules aux chaînes d’or posées en orle, en croix et en sautoir, chargées en cœur d’une émeraude au naturel (Navarre) ; accompagné en pointe d’argent à une pomme grenade de gueules tigé et feuillé de sinople (Grenade) ; sur le tout d’azur aux trois fleurs de lys d’or à la bordure de gueules (Bourbon-Anjou), au lambel d’azur posé sur le tout. Commentaires : Le blason est entouré de l’insigne de la Toison d’or et timbré de la couronne du prince des Asturies. |

## Décorations et distinctions

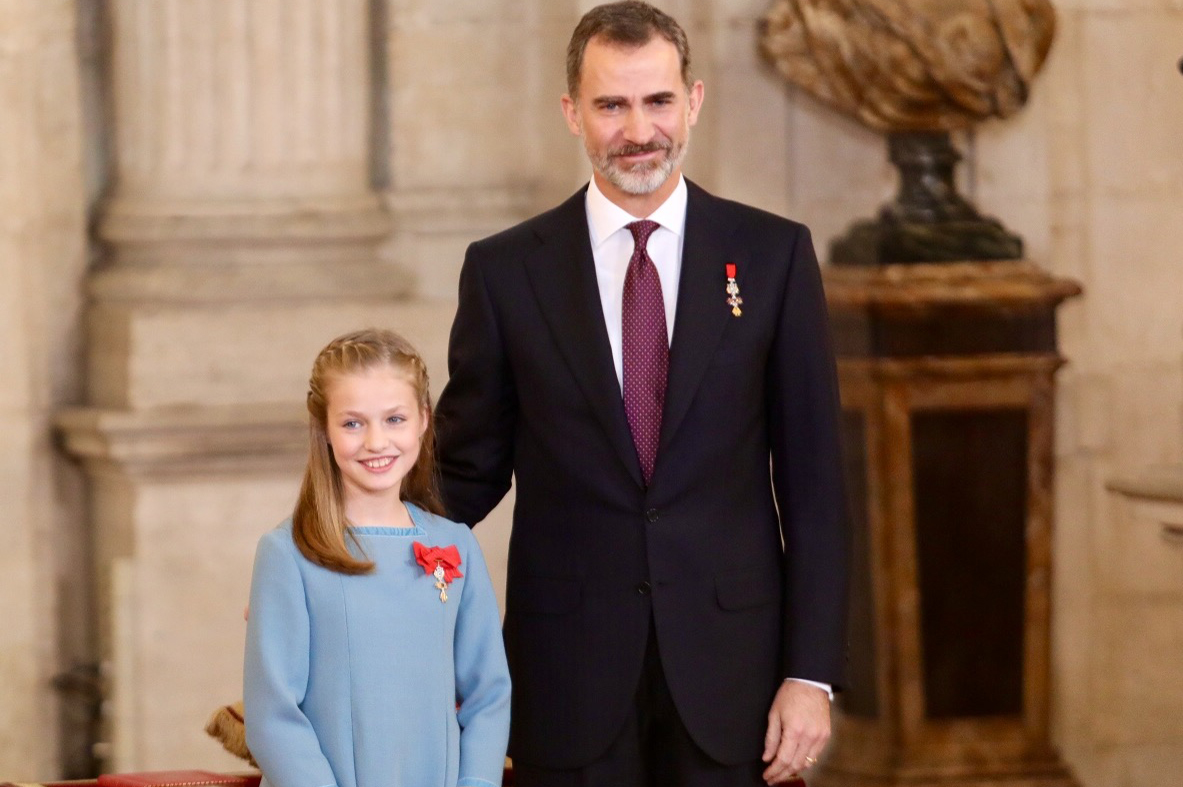
La princesse Leonor au côté de son père Felipe VI en janvier 2018.

### Ordres honorifiques
- Ordre de la Toison d'or, collier (30 octobre 2015)[40].
- Ordre de Charles III d'Espagne, collier (10 octobre 2023)[41].
- Ordre du Mérite militaire, grand-croix [ruban blanc] (2 juillet 2024)[42].
- Grand-croix de l'ordre du Christ (Portugal, 12 juillet 2024)[43].
- Ordre du Mérite naval, grand-croix [ruban blanc] (16 juillet 2025)[44].

### Médailles
- Médaille d'or du Congrès des députés (31 octobre 2023)[45].
- Médaille d'or du Sénat (31 octobre 2023)[45].
- Médaille d'or de la communauté de Madrid (31 octobre 2023)[46].
- Médaille d'Aragon (21 mai 2024)[47].
- Médaille des Cortes d'Aragon (21 mai 2024)[47].
- Médaille d'or de la principauté des Asturies (24 octobre 2024)[48].
- Médaille d'or de Galice (14 juillet 2025)[49].

### Distinctions
Depuis le 19 juin 2014, la princesse Leonor est présidente d'honneur de la Fondation Princesse des Asturies et de la Fondation Princesse de Gérone (es). En tant que telle, elle est représentée par le roi et la reine jusqu'à ce qu'elle soit en âge d'assumer ces fonctions et d'assister aux événements liés aux fondations.
Le 21 mai 2024, elle reçoit le titre honorifique de « fille adoptive de Saragosse » et, le 14 juillet 2025, celui de « fille adoptive de Marín ». Le 24 octobre 2024, la princesse Leonor est nommée maire honoraire d'Oviedo.

### Hommages
Le 31 octobre 2007, jour du deuxième anniversaire de l'infante, le quotidien El País annonce la mise en vente d'une poupée de collection « Leonor » par une usine d'Alicante.
Le 5 février 2007, la présidente de la communauté de Madrid, Esperanza Aguirre, annonce que les noms des filles du prince des Asturies, Leonor et Sofía, seront donnés à deux nouveaux hôpitaux publics de la capitale. L'hôpital Infante Sofía, situé à San Sebastián de los Reyes, commune proche de Madrid, ouvre ses portes le 18 février 2008 et l'hôpital Infante Leonor, situé dans le quartier de Vallecas, en banlieue madrilène, est inauguré le 29 du même mois.